# Kisundi
Kisundi ou Lemba est une localité du Territoire de Lukula dans la province du Kongo Central en République démocratique du Congo.

## Histoire.
Originaire du clan Mpanzu qui était celui des artisans et des techniciens qui maîtrisaient notamment l'art de la métallurgie. Ils avaient aussi la responsabilité de conduire les hommes pendant la guerre. C'est sans doute à cause de ce fait et aussi parce qu'ils avaient la maîtrise de la métallurgie que les membres de ce clan ont souvent, au cours de l'histoire médiévale des Bakongo (Ngola), revendiqué non sans succès la royauté. En effet, l'art de la forge était considéré comme un attribut royal et sacré et cet art était au centre de l'activité économique, politique et sociale. C'est grâce à lui que les paysans avaient des outils pour travailler et que les guerriers avaient des armes pour se battre. Il était aussi un outil de prépondérance politique et sociale, le fer étant la principale matière nécessaire à la confection des armes et le cuivre étant un métal précieux. La mémoire kongo se souvient d'eux comme les dépositaires de la connaissance. Il est divisé en deux secteurs, le NOrd et le Sud dont le grand Roland Fabrice Mabumba Bilandi, Jacques mbadu, César tsansa Di tumba ou en encore l'ancienne première dame de la RDC Olive Lembe sont originaire.